# علی بن حسین مسعودی
ابوالحسن علی بن الحسین بن علی المسعودی (۲۸۰–۳۴۶ ه/ ۸۹۶–۹۵۷ م) همه‌چیزدان، تاریخ‌نویس، نویسنده، جغرافی‌دان و جهان‌گرد عرب مسلمان و از اعضای دارالحکمه بود. از او به عنوان هرودوت اعراب یاد می‌شود. نسب وی به عبدالله بن مسعود یکی از یاران پیامبر اسلام می‌رسد.

## مذهب
به گفته میکائیل کوپرسن، مسعودی در آثارش مذهبش را اعلام ننموده ولی نحوه برخورد او با تاریخ اسلام مثلاً خلافت علی ابن ابی طالب، و عنوان بعضی از کتاب‌هایش دلالت بر شیعه بودن او دارد.
مانند تعداد دیگری از عالمان شیعه معاصر مسعودی، رویکرد او نسبت به فقه، مکتب «ظاهری» بوده است. البته، به نظر می‌رسد که وی حداقل مکتب یک فقیه شافعی را نیز درک کرده است. به ادعای ابولقاسم پاینده، او شیعه بوده است.
شارل پلا دز مقاله «المسعودی» در ویرایش دوم دانشنامه اسلام، شیعی بودن مسعودی را غیرقابل انکار می‌داند. در عین حال، مذهب فقهی او را به احتمال زیاد شافعی معرفی می‌کند. به گفته پلا، نویسندگان شیعه به اتفاق مسعودی را هم-مذهب خود می‌دانند. اما در میان نویسندگان سنّی برخی از جمله تاج الدین السبکی در کتاب طبقات شافعیه وی را سنّی معتزلی و برخی وی را شیعه می‌دانند.
به گفته جان هیوود، مسعودی به همه مذاهب از جمله هندو، زرتشتی، یهودیت و مسیحیت علاقه نشان داده است ولی در نگارش تاریخ خود به صورت غیر نقادانه آنچه را می‌شنیده، نقل می‌کرده است.
عصماء افسر الدین در مقاله ای (عایشه دختر ابوبکر) در ویرایش سوم دانشنامه اسلام، مسعودی را مورخی معرفی می‌کند که طرفدار خاندان علی است.

## زندگی
متولد بغداد و تعالیم اولیه را در آنجا فرا گرفت. در نوجوانی جهانگردی پیشه کرده از سرزمینهای دور دیدن می‌کند از: فلسطین، بلاد فارس، ارمنستان، بلاد قاف، هند، دریای چین، مدغشقر، زنگبار، عمان، در سال ۹۴۳ م به انطاکیه می‌رسد. در سال ۹۴۵ م وارد دمشق می‌شود. ده سال مابین سوریه و مصر می‌گذراند، سرانجام در ۹۵۶ م در شهر فسطاط مصر فوت کرده دفن می‌شود.
بیشتر تالیفات وی گم شده است. یکی از مهم‌ترین این تألیفات کتابی بنام اخبار الزمان ومن آباده الحدثان در ۳۰ جلد بوده که فقط یک جلد از آن باقی مانده است.

## توصیف مسعودی از آسی بادهای سیستان
در ۹۴۷ میلادی از سیستان بازدید کرده وجود آسی بادهای عمودی برای آرد کردن گندم را توضیح می‌دهد

## آثار
- مروج‌الذهب
- التنبیه و الاشراف
- ذخائر العلوم و ماکان فی سالف الدهور
- الرسائل و الاستذکار لما فی مر فی سالف الاعصار
- التاریخ فی اخبار الامم من العرب و العجم
- خزائن الملک و سر العالمین
- القضایا و التجارب
- المقالات فی اصول الدیانات
- الاستبصار فی الائمة
- السیاحة المدنیة فی السیاسة و الاجتماع
- اخبار الخوارج
- البیان فی اسماء الائمة
- الابانة فی اصول الدیانة
- المسائل و العلل فی المذاهب و الملل
- سر الحیاة
- کتاب الاوسط
- اخبار الزمان
- اثبات الوصیة